# جکی ارل هیلی
جکی ارل هیلی (به انگلیسی: Jackie Earle Haley) (زادهٔ ۱۴ ژوئیهٔ ۱۹۶۱) بازیگر آمریکایی است.

## زندگی هنری
فعالیت بازیگری وی در ۱۹۷۲ آغاز و تاکنون استمرار دارد.وی از کودکی خود این حرفه را آغاز کرده‌است؛بهترین نقشی که وی برایش به شهرت رسید نقش سائل در فیلم جدایی (۱۹۷۹) است.از دیگر نقش آفرینی های وی میتوان به رادریک اریس در فیلم همه مردان پادشاه کلی لیک در فیلم خبر بد خرس‌ها (۱۹۷۶)، رونی مک گاروی در فیلم بچه‌های کوچک (۲۰۰۶)، پارتیزان در نگهبانان، از دست دادن آن، نیمه حرفه‌ای و همچنین نقش گرورو در سریال هدف انسانی اشاره کرد.
او همچنین در سریال تیک محصول آمازون پرایم نقش شخصیت ابر شرور ترور را بازی کرده است.
وی برای بازی در فیلم بچه‌های کوچک سال ۲۰۰۶ نامزد اسکار بهترین بازیگر مرد شد.

## زندگی شخصی
هالی در ۱۹۶۱ در ایالت کالیفرنیای ایالات متحده آمریکا دیده به جهان گشود.جکی ارل هالی سه‌بار ازدواج کرده‌است، نخستین ازدواجش با شری واگن در ۱۹۷۹ بود، او دارای دو فرزند، یک پسر به‌نام کریستوفر و یک دختر است.